# Campeonato Cearense de Futebol de 2005
O Campeonato Cearense de Futebol de 2005, 91ª edição do torneio, foi disputado por 10 times em dois turnos, cada um com duas fases. Na primeira fase do primeiro turno, todos os clubes se enfrentaram apenas em jogos de "ida" e os quatro com melhor índice técnico passaram para a fase seguinte de mata-mata, de onde saíria o campeão do turno. A fórmula do segundo turno era igual, com exceção de que os times se enfrentavam em jogos de "volta". Os campeões do primeiro e segundo turnos disputariam o título de campeão cearense na grande final.
O campeão dessa edição foi o Fortaleza e o vice-campeão o Icasa, ganhando ambos o direito de disputar a Copa do Brasil de 2006. Os representantes cearenses do Campeonato Brasileiro Série C de 2005 foram Icasa e Ferroviário. Os rebaixados para a 2a divisão do campeonato cearense foram Guarani e Tiradentes.

## Equipes participantes
- Ceará Sporting Club (Fortaleza)
- Ferroviário Atlético Clube (Fortaleza)
- Fortaleza Esporte Clube (Fortaleza)
- Guarani Esporte Clube (Juazeiro do Norte)
- Assoc. Desportiva Recreativa Cultural Icasa (Juazeiro do Norte)
- Itapipoca Esporte Clube (Itapipoca)
- Assoc. Desportiva Limoeiro Futebol Clube (Limoeiro do Norte)
- Quixadá Futebol Clube (Quixadá)
- Associação Esportiva Tiradentes (Fortaleza)
- Uniclinic Atlético Clube (Fortaleza)

## Primeiro turno

### Classificação
| Tabela de classificação | Tabela de classificação | Tabela de classificação | Tabela de classificação | Tabela de classificação | Tabela de classificação | Tabela de classificação | Tabela de classificação | Tabela de classificação | Tabela de classificação |
| Time | Time                    | Pts                     | J                       | V                       | E                       | D                       | GP                      | GC                      | SG                      |
| --- | ----------------------- | ----------------------- | ----------------------- | ----------------------- | ----------------------- | ----------------------- | ----------------------- | ----------------------- | ----------------------- |
| 1 | Icasa                   | 20                      | 9                       | 6                       | 2                       | 1                       | 10                      | 5                       | 5                       |
| 2 | Ferroviário             | 19                      | 9                       | 6                       | 1                       | 2                       | 19                      | 12                      | 7                       |
| 3 | Fortaleza               | 18                      | 9                       | 5                       | 3                       | 1                       | 17                      | 7                       | 10                      |
| 4 | Quixadá                 | 13                      | 9                       | 4                       | 1                       | 4                       | 13                      | 12                      | 1                       |
| 5 | Ceará                   | 13                      | 9                       | 4                       | 1                       | 4                       | 13                      | 18                      | -5                      |
| 6 | Itapipoca               | 11                      | 9                       | 3                       | 2                       | 4                       | 14                      | 14                      | 0                       |
| 7 | Uniclinic               | 9                       | 9                       | 2                       | 3                       | 4                       | 13                      | 15                      | -2                      |
| 8 | Limoeiro                | 9                       | 9                       | 2                       | 3                       | 4                       | 6                       | 9                       | -3                      |
| 9 | Guarani                 | 8                       | 9                       | 2                       | 2                       | 5                       | 13                      | 19                      | -6                      |
| 10 | Tiradentes              | 5                       | 9                       | 1                       | 2                       | 6                       | 9                       | 16                      | -7                      |
| Pts – pontos; J – jogos disputados; V – vitórias; E – empates; D – derrotas; GP – gols pró; GC – gols contra; SG – saldo de gols |                         |                         |                         |                         |                         |                         |                         |                         |                         |

|  |                                      |
|  | Times promovidos para a próxima fase |

### Fase final
Em itálico, os times que possuem o mando de campo no primeiro jogo do confronto e em negrito os times classificados.
|  | Semifinais 10 e 13 de fevereiro | Semifinais 10 e 13 de fevereiro | Semifinais 10 e 13 de fevereiro | Semifinais 10 e 13 de fevereiro |   |           | Final 20 de fevereiro | Final 20 de fevereiro |
|  |                                 |                                 |                                 |                                 |   |           |                       |                       |
|  | Icasa (pro)[a]                  | 1                               | 2                               | 3                               |   |           |                       |                       |
|  | Quixadá                         | 1                               | 1                               | 2                               |   |           |                       |                       |
|  | Quixadá                         | 1                               | 1                               | 2                               |   | Fortaleza | 1                     |                       |
|  |                                 |                                 |                                 |                                 |   | Fortaleza | 1                     |                       |
|  |                                 | Icasa                           | 4                               |                                 |   |           |                       |                       |
|  | Ferroviário                     | Icasa                           | 4                               | 1                               | 2 | 3         |                       |                       |
|  | Ferroviário                     |                                 |                                 | 1                               | 2 | 3         |                       |                       |
|  | Fortaleza                       | 1                               | 3                               | 4                               |   |           |                       |                       |

- a. ^ Os dois jogos terminaram num empate em 1 a 1 no tempo normal, levando jogo para a prorrogação, a qual foi vencida pelo Icasa por 1–0.

### Premiação
| Primeiro turno do Campeonato Cearense de Futebol de 2005 |
| Juazeiro do Norte                                        |
| -------------------------------------------------------- |
| Icasa Campeão (classificado para a final do campeonato)  |

## Segundo turno

### Classificação
| Tabela de classificação | Tabela de classificação | Tabela de classificação | Tabela de classificação | Tabela de classificação | Tabela de classificação | Tabela de classificação | Tabela de classificação | Tabela de classificação | Tabela de classificação |
| Time | Time                    | Pts                     | J                       | V                       | E                       | D                       | GP                      | GC                      | SG                      |
| --- | ----------------------- | ----------------------- | ----------------------- | ----------------------- | ----------------------- | ----------------------- | ----------------------- | ----------------------- | ----------------------- |
| 1 | Fortaleza               | 20                      | 9                       | 6                       | 2                       | 1                       | 17                      | 8                       | 9                       |
| 2 | Uniclinic               | 19                      | 9                       | 6                       | 1                       | 2                       | 16                      | 9                       | 7                       |
| 3 | Icasa                   | 18                      | 9                       | 6                       | 0                       | 3                       | 14                      | 10                      | 4                       |
| 4 | Ceará                   | 15                      | 9                       | 5                       | 0                       | 4                       | 15                      | 15                      | 0                       |
| 5 | Guarani                 | 13                      | 9                       | 4                       | 1                       | 4                       | 15                      | 13                      | 2                       |
| 6 | Limoeiro                | 13                      | 9                       | 4                       | 1                       | 4                       | 13                      | 15                      | -2                      |
| 7 | Ferroviário             | 11                      | 9                       | 3                       | 2                       | 4                       | 15                      | 14                      | 1                       |
| 8 | Itapipoca               | 11                      | 9                       | 3                       | 2                       | 4                       | 13                      | 15                      | -2                      |
| 9 | Quixadá                 | 8                       | 9                       | 2                       | 2                       | 5                       | 10                      | 14                      | -4                      |
| 10 | Tiradentes              | 1                       | 9                       | 0                       | 1                       | 8                       | 9                       | 25                      | -15                     |
| Pts – pontos; J – jogos disputados; V - vitórias; E - empates; D - derrotas; GP – gols pró; GC – gols contra; SG – saldo de gols |                         |                         |                         |                         |                         |                         |                         |                         |                         |

|  |                                      |
|  | Times promovidos para a próxima fase |

### Fase final
Em itálico, os times que possuem o mando de campo no primeiro jogo do confronto e em negrito os times classificados.
|  | Semifinais 29 e 30 de março | Semifinais 29 e 30 de março | Semifinais 29 e 30 de março | Semifinais 29 e 30 de março |   |           | Final 3 de abril | Final 3 de abril |
|  |                             |                             |                             |                             |   |           |                  |                  |
|  | Fortaleza                   | 2                           | 2                           | 4                           |   |           |                  |                  |
|  | Ceará                       | 2                           | 1                           | 3                           |   |           |                  |                  |
|  | Ceará                       | 2                           | 1                           | 3                           |   | Fortaleza | 3                |                  |
|  |                             |                             |                             |                             |   | Fortaleza | 3                |                  |
|  |                             | Atlético Cearense           | 1                           |                             |   |           |                  |                  |
|  | Atlético Cearense (pro)[a]  | Atlético Cearense           | 1                           | 0                           | 2 | 2         |                  |                  |
|  | Atlético Cearense (pro)[a]  |                             |                             | 0                           | 2 | 2         |                  |                  |
|  | Icasa                       | 2                           | 1                           | 3                           |   |           |                  |                  |

- a. ^ O Icasa venceu a primeira partida e o Atlético Cearense venceu a segunda no tempo normal por 1 a 0, levando jogo para a prorrogação, a qual terminou empatada em 1 a 1, classificando o Atlético Cearense por ter melhor índice técnico.

### Premiação
| Segundo turno do Campeonato Cearense de Futebol de 2005     |
| Fortaleza                                                   |
| ----------------------------------------------------------- |
| Fortaleza Campeão (classificado para a final do campeonato) |

## Final
| Equipe 1  | Total  | Equipe 2 | 1.º jogo | 2.º jogo  |
| --------- | ------ | -------- | -------- | --------- |
| Fortaleza | 4–3[a] | Icasa    | 1–3      | 3–0 (pro) |

- a. ^ O Icasa venceu a primeira partida e o Fortaleza venceu a segunda no tempo normal por 2 a 0, levando jogo para a prorrogação, a qual terminou com vitória por 1 a 0 e título do Fortaleza.

## Premiação
| Campeonato Cearense de Futebol de 2005 |
| Fortaleza                              |
| -------------------------------------- |
| Fortaleza Campeão (35º título)         |

## Classificação geral
| Tabela de classificação | Tabela de classificação | Tabela de classificação | Tabela de classificação | Tabela de classificação | Tabela de classificação | Tabela de classificação | Tabela de classificação | Tabela de classificação | Tabela de classificação |
| Pos.                    | Time                    | Pts                     | J                       | V                       | E                       | D                       | GP                      | GS                      | SG                      |
| ----------------------- | ----------------------- | ----------------------- | ----------------------- | ----------------------- | ----------------------- | ----------------------- | ----------------------- | ----------------------- | ----------------------- |
| 1                       | Fortaleza               | 52                      | 26                      | 15                      | 7                       | 4                       | 49                      | 29                      | +20                     |
| 2                       | Icasa                   | 51                      | 25                      | 16                      | 3                       | 6                       | 37                      | 23                      | +14                     |
| 3                       | Ferroviário             | 31                      | 20                      | 9                       | 4                       | 7                       | 37                      | 30                      | +7                      |
| 4                       | Atlético Cearense       | 31                      | 21                      | 9                       | 4                       | 8                       | 32                      | 30                      | +2                      |
| 5                       | Ceará                   | 29                      | 20                      | 9                       | 2                       | 9                       | 31                      | 37                      | -6                      |
| 6                       | Itapipoca               | 22                      | 18                      | 6                       | 4                       | 8                       | 27                      | 29                      | -2                      |
| 7                       | Quixadá                 | 22                      | 20                      | 6                       | 4                       | 10                      | 25                      | 29                      | -4                      |
| 8                       | Limoeiro                | 22                      | 18                      | 6                       | 4                       | 8                       | 19                      | 24                      | -5                      |
| 9                       | Guarani de Juazeiro     | 21                      | 18                      | 6                       | 3                       | 9                       | 28                      | 32                      | -4                      |
| 10                      | Tiradentes              | 6                       | 18                      | 1                       | 3                       | 14                      | 18                      | 40                      | -22                     |